# محمد أديب حمود الجاجي
اسمه محمد أديب حمود الجاجي ويكنى بأبي عابد، كما اشتهر بأبي الطاهر، ولد في عام 1932 في سوريا لأسرة من مدينة معرة النعمان بمحافظة إدلب، تربى فيها على قيم الخير والفضيلة، تزوج من أسرة حلبية كانت تقيم في معرة النعمان، رزقه الله بأحد عشر ولدا؛ (3) ذكور و (8) إناث.
أسماء أبنائه: فرات، فدوى، فادية، محمد عابد، خنساء، حمود، ظلال، رجاء، أحمد علاء الدين، رغد، نسيبة.

## حياته العلمية
درس الابتدائية في معرة النعمان، ثم درس العلوم الشرعية في جمعية الغراء في مدينة دمشق التي أنشأها نفر من فضلاء علماء دمشق لمّا أحسّوا بخطر المناهج الفرنسيّة على تربية الناشئة، ثم التحق (بدار المعلمين) بحلب وتخرج منها في عام 1952، وفي نفس العام حصل على شهادة البكالوريا، والتي بموجبها تقدم لدارسة الحقوق في جامعة دمشق، ثم حصل على إجازة في الحقوق من جامعة دمشق (1959م)، وبعد تخرّجه منها التحق بكليّة الشرطة وتخرج فيها ضابطاً برتبة ملازم، وفي هذه الأثناء حصل على إجازة أخرى في الآداب تخصص اللغة العربية من جامعة حلب (1973)، 
حصل على درجة الماجستير في تخصص اللغة العربية من جامعة الجزيرة ـ السودان عام (1997م) عن رسالته «أدب الأطفال في المنظور الإسلامي»
حصل على الدكتوراه في الأدب والبلاغة من جامعة صنعاء 2002م، عن رسالته «النسق القرآني ـ دراسة أسلوبية» ـ بتقدير ممتاز

## العمل والتدريس
عمل مدرسا للغة العربية في جميع مراحل التعليم في عدة مناطق منها حارم، ومعرة النعمان، وحلب عيّن مديراً للشرطة في مدينة الرقة، ودير الزور، ودوما، والصفصافة، فكان مثال الضابط الملتزم. وبعد وصول حزب البعث العربي السوري للحكم في عام (1964) تم نقله ضمن مجموعة من الضباط إلى وظائف مدنية، بناء على اتجاهه الإسلامي، حيث كان على مشارف رتبة (نقيب)، كما عمل في (الإصلاح الزراعي). اتجه بعدها للجانب التعليمي وعمل مدرسا للغة العربية في بعض ثانويات مدينة (حلب: الكواكبي، أدهم مصطفى). وفي سنة (1978م) تم إحالة مجموعة كبيرة من المدرسين ذوي الاتجاه الإسلامي إلى وزارات مختلفة بعيدا عن سلك التعليم. ثم انتقل للإقامة في الأردن منذ عام (1979م)، وانقطع عن العمل التدريسي، حتى عام (1991) حيث انتقل للعمل في اليمن بمجال المناهج التعليمية، وما لبث أن التحق بسلك التعليم الجامعي بعد حصوله على درجة الماجستير، حيث قام بتدريس
مواد اللغة العربية وغيرها في جامعة العلوم والتكنولوجيا اليمنية. وبعد حصوله على الدكتوراه (أستاذ مساعد) قام بتدريس مادة الأدب والبلاغة في جامعة صنعاء (كلية التربية ـ عمران) للفترة من (2002 ـ 2005 م)، ثم عمل أستاذا مساعدا في جامعة الأندلس ـ صنعاء للفترة من (2005 ـ 2007 م)، كما شغل منصب رئيس لقسم اللغة العربية ورئيس لقسم الدراسات الإسلامية في جامعة الأندلس. ثم عمل أستاذا مساعدا لتدريس مواد اللغة العربية وغيرها في (المعهد العالي للتوجيه والإرشاد التابع لوزارة الأوقاف ـ صنعاء (2007ـ2012)

## نشاطه الدعوي ودوره في حركة الإخوان المسلمين
كان في طليعة المؤسّسين لجماعة الإخوان المسلمين في محافظة إدلب. حيث انتسب لجماعة الإخوان المسلمين (في سورية) وهو في عمر الثامنة عشر (1950م)، وكان له فضل نشر فكر الإخوان في صفوف الطلبة لا سيما في محافظة إدلب.
ولمّا اشتدت وطأة النظام البعثي، غادر سوريّة في عام 1979 إلى الأردن، وهناك انتخبه مجلس شورى الجماعة مراقباً عامّاً لجماعة الإخوان المسلمين في سوريّة في عام 1985 مدّة ستة أشهر، في فترة عصيبة كانت تمرّ بها الجماعة، في أعقاب الصراع الدموي مع ديكتاتور سوريّة حافظ الأسد ليتولّى المنصب بعده الشيخ منير الغضبان، كما مثّل الإخوان في محافظة إدلب في مجلس شورى الجماعة الذي ترأسه في مطلع التسعينات لمدة أربع سنوات.

## الدراسات والمؤلفات
بعد انتقاله من عمان إلى صنعاء في 1991 تفرغ للعمل البحثي والأكاديمي، ومن أبرز إنتاجه الأدبي ما يلي
1. أدب الأطفال من منظور إسلامي. (1999م) دار عمار ـ عمان – الأردن.
2. الأدب في عصر الدول والإمارات (2006 م) دار الكتاب الجامعي ـ صنعاء.
3. الأدب الإسلامي (النظرية ـ النشأة ـ نصوص ونماذج) (2007 م) دار الكتاب الجامعي ـ صنعاء.
4. النسق القرآني ـ دراسة أسلوبية ـ نشر دار القبلة للثقافة الإسلامية، جدة ـ السعودية.ومؤسسة علوم القرآن.1431ه ـ2010م
5. قصص للأطفال ـ نشر بعضها في صحف يمنية وبعضها الآخر لم ينشر بعد.
6. حلقات تلفزيونية ـ تم تنفيذ بعضها في برامج في تلفزيون صنعاء وبعضها لم ينفذ بعد.
7. مقالات ودراسات فكرية متوالية لمدة أربع سنوات في صحيفة صوت الإيمان ـ صنعاء.
8. حضر الكثير من الندوات والمؤتمرات المختلفة، وأثناء مسيرته الأكاديمية والتعليمية حاز على الكثير من الجوائز والشهادات التقديرية.

## بعض ما كتب عن مؤلفاته

### نبذة عن كتابه: النسق القرآني ـ دراسة أسلوبية
أثبت من خلاله أن البيان القرآني لا يزال المتفرد في سمو التعبير وعمق الدلالة وقوة الإثارة والتأثير، حيث سعى المؤلف لإثبات أن سيادة البيان القرآني في الماضي وتميز نسقه المتفرد، لم يكن أثراً تاريخياً أو عملاً فنياً استنفد أغراضه، وإنما لازال في الساحة، النص المتفرد المطّرد في سمو التعبير وعمق الدلالة وقوة الإثارة والتأثير كما كان غنياً بمعطياته وهو يتعامل مع أحدث النظريات الأدبية الحديثة، لا تسجنه أو تقيده نظرية ولا تعجزه منافسة أو تصل ذروته محاولة. وتبدو أهمية هذه الدراسة في أنها اكتشفت أن النسق القرآني يعتمد في أدائه التعبيري على سمتين بارزتين تفرد بهما دون الأنساق التعبيرية الأخرى، هما: دقة الاختيار وحسن التوظيف، وتبدو آثارهما في الصيغ التعبيرية والجمالية التي يتشكل منها النسق العام بكل مرتسماته الصوتية والتعبيرية والتصويرية والتأثيرية."

### نبذة عن كتابه: أدب الأطفال في المنظور الإسلامي
حدّد الرؤية الإسلامية للعمل الأدبي المقدم للأطفال في ثمانية معايير يتم في ضوئها صناعة أدب الأطفال، وشملت عينة الدراسة مجموعة متنوعة من الأدب المترجم للأطفال: قصص حكايات، صور، نماذج من الشعر المسرحي.
تصلح هذه المعايير لبناء وتقويم العمل الأدبي المقدم للأطفال، والتي حصرها في المعايير التالية:
المعيار الشرعي: لمطابقة النص الأدبي المقدم للأطفال للحقائق الشرعية والقيم العقدية والإيمانية.
المعيار العلمي: لمطابقة النص للحقائق العلمية الثابتة التي استقرت عليها نظريات العلوم في أحدث تحقيقاتها.
المعيار القيمي: لتقويم ما اشتمل عليه النص من القيم والاتجاهات كهدف يبنى عليه العمل الأدبي.
المعيار المرحلي: لمراعاة إعداد النص وفقاً لمرحلة النمو اللغوي والإدراكي للجمهور المستهدف.
المعيار الفني: لمراعاة تقديم القيمة أو المعلومة وفقاً للمواصفات الفنية والإبداعية للنوع الأدبي الموجه للأطفال، بما في ذلك مواصفات الإخراج الفني من جميع نواحيه.
المعيار المهني: لمراعاة تمتع المبدع بالثقافة الشاملة والموهبة المتألقة والخلفية المهنية اللائقة بكتابة النوع الأدبي وفق المعايير والمواصفات المقبولة.
معيار السلامة: أي سلامة النص الأدبي من كل ما يتناقض أو يتنافى أو لا ينسجم مع المعايير اللازمة
المعيار النقدي: الذي يضعه الأديب الناقد بين يديه وهو يحكم على «النص» أو يقومه في ضوء ما سبق من المعايير والمواصفات.

### نبذة عن كتابه: المختار في شرح الأربعين النووية
حقق وشرح المختار في شرح الأربعين النوويّة ونشره باسم مستعار لدواعٍ ٍ أمنية.

## وفاته
بعد رحلة طويلة من العناء بين عمان وصنعاء وبغداد استقر في العاصمة الأردنيّة، وقد أعياه الدرب الطويل، في مرحلة خطيرة تمرّ بها بلده سوريّة، محاطاَ بإخوانه ومحبيه وعارفي فضله. حيث عرفت الابتسامة التي لا تفارق وجهه، والحديث الأنيق الذي لا يغادر ثغره، والرأي السديد والحكمة التي تتلألأ كالجواهر من ثنايا حديثه وخلاصة تجاربه، وكان محباً لإخوانه، ناصحاً لهم، هادئ الطبع، لطيف المعشر.
ورجعت النفس المطمئنّة إلى ربّها فجر الجمعة 3 جمادى الأولى 1437 الموافق 12/2/2016، راضية مرضيّة، وحملته الأكف المتوضّئة إلى مسجد عائشة () ليصلّى عليه، ويوارى الثرى في مقبرة سحاب في الأردن.